# Buhai (instrument)

Buhai

Buhai-ul este un instrument muzical popular format dintr-un vas de lemn, care poate fi o cofă, o putină sau o putinică, cu gura deschisă și cu fundul acoperit cu piele de capră sau de oaie, care formează o cutie de rezonanță. Pielea este bine întinsă și fixată cu un cerc sau legată cu o frânghie. Prin mijlocul acestei piei trece un smoc de păr de coadă de cal, fixat prin interior, de care se trage cu degetele umezite cu borș, apă cu sacâz sau numai apă. Când părul de cal alunecă printre degete, produce un sunet grav, ciudat și nemuzical, care amintește de mugetul sau răgetul taurului înfuriat.
Un instrument care scoate sunete similare cu ale buhaiului se numește vuvă. Vuva, care seamănă cu o tobă mică, este formată dintr-un ciur peste care se aplică o piele de vițel. Aceasta este pusă într-un cerc peste care se dă cu sacâz. În timp ce buhaiul este folosit numai iarna, de grupurile de colindători, vuva se folosește în special la nunți, ca instrument cu care se acompaniază cântece satirice.

## În alte țări

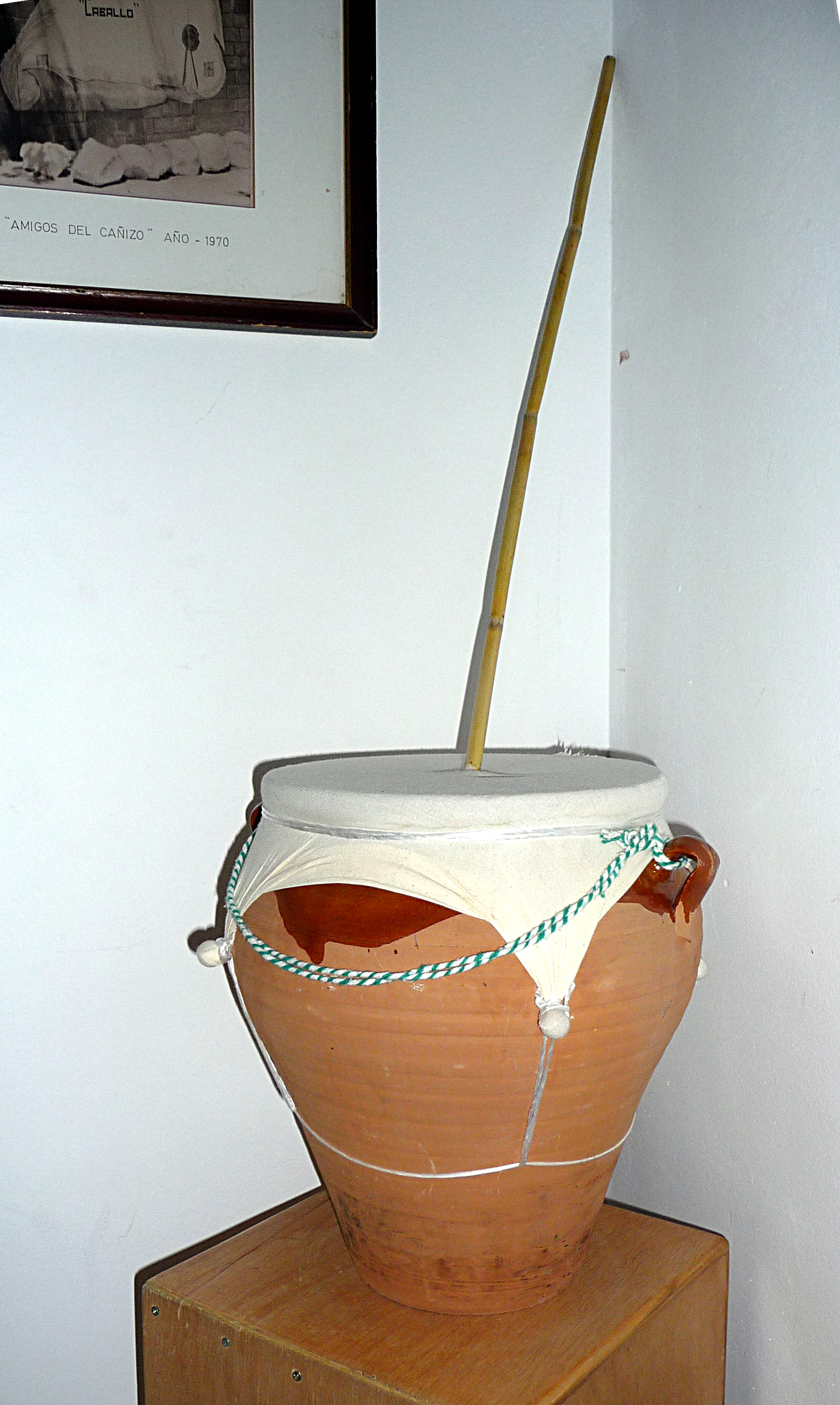
Zambomba

Zambomba se folosește în Spania. Constă dintr-un vas de ceramică sau de lemn, cu gura acoperită cu piele. În mijloc se atașează fie o tijă de lemn (sau din alte materiale) sau o frânghie. Scoate un sunet grav.
Petadou sau pignata se folosește în regiunea Nisa din Franța. La origine, instrumentul era confecționat dintr-un dovleac sau o tărtăcuță golite. Fiind un material nerezistent, în prezent se preferă un vas de ceramică sau din pământ ars, pe gura căruia se întinde o piele de măgar sau de vițel născut mort, de care se fixează perpendicular o tijă din trestie. Sunetul se obține frecând trestia cu degetele umezite. 
Rommelpot se folosește în regiunea flamandă. Sistemul este similar, dar un cilindru este închis la ambele capete cu câte o piele. 
Cuica se folosește în Brazilia. Sunetul, care imită strigătul maimuței, se obține frecând tija cu o cârpă udă. 